# Madias Nzesso
Madias Dodo Nzesso-Ngake (Douala, 20 aprile 1992) è una sollevatrice camerunese naturalizzata britannica, vincitrice di un bronzo alle Olimpiadi di Londra 2012 in seguito alla squalifica per doping delle prime tre classificate.
Ha terminato questa competizione olimpica al 6º posto nella categoria fino a 75 kg, ma successivamente, a seguito delle squalifiche per doping delle prime tre classificate (nell'ordine la kazaka Svetlana Podobedova, la russa Natal'ja Zabolotnaja e la bielorussa Iryna Kuleša), è stata avanzata al 3º posto e le è stata pertanto assegnata la medaglia di bronzo.
Nzesso ha anche vinto, nella stessa categoria, la medaglia d'oro ai Campionati africani di sollevamento pesi nel 2009, nel 2010 e nel 2012.
Gareggiando per il Regno Unito, ai campionati europei di Chișinău del 2025 non si classifica nell'esercizio totale ma si aggiudica la medaglia di bronzo nello slancio.